# گلستان (ششتمد)
گلستان، روستایی از توابع بخش شامکان شهرستان ششتمد در استان خراسان رضوی ایران است.

## جمعیت
این روستا در دهستان ربع شامات قرار دارد و براساس سرشماری مرکز آمار ایران در سال ۱۳۸۵، جمعیت آن زیر سه خانوار بوده‌است.